# Ptinus donceeli
Ptinus donceeli is een keversoort uit de familie klopkevers (Ptinidae). De wetenschappelijke naam van de soort werd in 1906 gepubliceerd door Maurice Pic.